# Andreas Schlütter
Andreas Schlütter (* 17. August 1972 in Suhl) ist ein ehemaliger deutscher Skilangläufer und heutiger Skilanglauftrainer.

## Werdegang
Schlütter, der für den WSV Oberhof 05 startete, begann bereits in der ersten Klasse in Zella-Mehlis unter Trainer Harald Saft mit dem Skilanglauf. Er gab sein internationales Debüt schließlich im Januar 1993 im Rahmen des Skilanglauf-Continental-Cups. In Argentière lief er als Zwölfter auf Anhieb erstmals in die Punkteränge. Wenige Tage später erreichte er als Achter in Admont erstmals die Top 10. Im Februar lief er als Zweiter in La Féclaz erstmals auf das Podium. Diesen Erfolg wiederholte er im März in Oberhof. Nach einem weiteren Jahr mit guten Ergebnissen im Continental Cup, gab Schlütter am 5. März 1994 in Lahti sein Debüt im Skilanglauf-Weltcup. In seinen ersten Weltcups blieb er jedoch ohne Punkterfolg. Erst im zweiten Weltcup der Saison 1994/95 gelang ihm als 27. an der Tauplitzalm erstmals der Lauf in die Punkteränge.
Bei den Nordischen Skiweltmeisterschaften 1995 in Thunder Bay lief er über die 30 km auf Rang 17, bevor er im Einzel über 10 km im klassischen Stil Rang 18 erreichte. In der 25-km-Verfolgung kam er als 29. ins Ziel. Nach einem weiteren 29. Platz beim folgenden Weltcup in Sapporo beendete er seine erste Weltcup-Saison auf Platz 38 der Gesamtwertung. Im Dezember 1995 erreichte er in Santa Caterina als Achter erstmals ein Ergebnis unter den Top 10 des Weltcups. Im Januar 1996 gewann er zwei FIS-Rennen in Klosters. In die Saison 1996/97 kam Schlütter nur schwer, weshalb er nach eher schwachen Ergebnissen ohne Weltcup-Punkte im Januar in Furtwangen wieder im Continental Cup an den Start ging. Dort lief er als Dritter auf einen Podiumsplatz. Nachdem er zwei Wochen später als 29. in Lahti wieder die Punkteränge im Weltcup erreichte, reiste er mit der deutschen Mannschaft zu den Nordischen Skiweltmeisterschaften 1997 in Trondheim. Dort startete Schlütter nur im 50-km-Einzelrennen. Als 40. blieb er dabei jedoch ohne Erfolg im Mittelfeld. Keine drei Wochen später startete der Sportsoldat auch bei der Militär-Skiweltmeisterschaft 1997 in Saint-Gabriel-de-Valcartier. Dort lief er 15-km-Freistilrennen als 16. ins Ziel.
Im Winter 1997/98 konnte Schlütter seine Leistungen wieder steigern und lief im Val di Fiemme wieder unter die besten zehn. Nach jedoch zwei weiteren Plätzen jenseits der Top 50 reiste er nach Campra und startete dort im Continental Cup. Nach einem zweiten Platz konnte er das zweite Rennen gewinnen. Bei den Olympischen Winterspielen 1998 in Nagano gehörte er zur deutschen Olympiamannschaft und lief im ersten Rennen über 30 km auf den 21. Rang, bevor er im anschließenden 10-km-Rennen den 16. Platz belegte. Zwei Tage später wurde er 12. der Verfolgung. Im Staffelrennen musste er sich gemeinsam mit Jochen Behle, René Sommerfeldt und Johann Mühlegg der starken Konkurrenz geschlagen geben und wurde nur Achter. Beim abschließenden 50-km-Einzelrennen belegte Schlütter Rang 36.
In der Saison 1998/99 lief Schlütter in allen Weltcup-Rennen bis auf das letzte in Oslo in die Punkteränge. Seine besten Einzelresultate waren zwei zwölfte Plätze in Toblach und Falun. Bei den Weltmeisterschaften 1999 in Ramsau am Dachstein startete er erneut nur 50-km-Rennen. Als 23. konnte er dabei ein gutes Resultat erreichen. Seine bis dahin beste Weltcup-Saison konnte er im März als 28. der Gesamtwertung beenden. Bei den Deutschen Meisterschaften 1999 gewann Schlütter den Titel über die 50-km-Einzeldistanz.
Nachdem Schlütter im Winter 1999/2000 nicht international gestartet war, kam er zur Saison 2000/01 wieder zurück in den Weltcup-Kader. Nachdem er anfangs nur schwer die Punkteränge erreicht hatte, lief er nach dem Jahreswechsel in Asiago als 16. im Sprint wieder unter die Top 20. In Otepää erreichte er als 18. erneut ein gutes Resultat. Bei den folgenden Nordischen Skiweltmeisterschaften 2001 in Lahti lief er nach 15 km klassisch als 13. ins Ziel, bevor er in der Verfolgung Rang 16 erreichte. Im Staffelrennen gewann er mit Jens Filbrich, Ron Spanuth und René Sommerfeldt die Bronzemedaille hinter den Staffeln aus Norwegen und Schweden. Ein Jahr später wiederholte die Staffel, zu der jedoch statt Spanuth diesmal Tobias Angerer gehörte, diesen Erfolg bei den Olympischen Winterspielen 2002 in Salt Lake City. Im Einzel über die 50 km verpasste Schlütter als Vierter nur knapp seine erste Einzelmedaille. Im Staffelweltcup in Falun im März verpasste er mit der Staffel als Vierter seinen ersten Podestplatz im Weltcup. Am Ende beendete Schlütter seine erfolgreichste Saison 2001/02 als 17. der Weltcup-Gesamtwertung. Zudem belegte er in der Sprintweltcup-Gesamtwertung Rang 18.
Im Winter 2002/03 gelang es Schlütter nicht mehr, an den Erfolg aus der Vorsaison anzuknüpfen. Nach einem 26. Platz im ersten Weltcup in Kiruna konnte er an gleicher Stelle einen Tag später mit der Staffel als Dritter erstmals das Weltcup-Podium erreichen. Mit dem vierten Platz in Kuusamo verpasste er ein erstes Einzelpodium nur knapp. In Nové Město na Moravě wiederholte die Staffel ihren Erfolg von Kiruna und wurde erneut Dritter. Bei den Weltmeisterschaften 2003 im Val di Fiemme gewann er mit der Staffel die Silbermedaille. Zuvor war er über 30 km und über die 15 km jeweils auf den fünften Platz gelaufen. Anfang April startete Schlütter bei der Militär-Skiweltmeisterschaft 2003 in Rovaniemi. Dort lief er 15-km-Freistilrennen als 25. ins Ziel. Die Saison 2002/03 beendete er wie bereits 1999 als 28. der Gesamtwertung.
Zur Saison 2003/04 gehörte Schlütter erneut zum Weltcup-Kader Deutschlands. Im Januar 2004 gelang ihm mit der Staffel im estnischen Otepää erstmals der Sieg bei einem Weltcup-Rennen. Einen Monat später war die Staffel im schwedischen Umeå erneut erfolgreich. Als 25. der Gesamtwertung im Weltcup beendete eine Saison noch einmal unter den besten 30. Im Januar 2005 gelang ihm in Pragelato erstmals auch im Teamsprint gemeinsam mit Sommerfeldt als Dritter der Lauf aufs Podium. Es blieb das einzige Teamsprint-Podium seiner Karriere. Wenig später gewann Schlütter in Sankt Jakob im Rosental das Rennen im Rahmen des Skilanglauf-Alpencup. Bei der nur zwei Tage später stattfindenden Weltmeisterschaften 2005 in Oberstdorf lief er als 18. im Sprint ins Ziel. Kurz darauf gewann er mit der Staffel die Silbermedaille. Im abschließenden 50-km-Rennen wurde er Zehnter.
Zu Beginn der folgenden Saison 2005/06 gewann Schlütter mit der Staffel zum dritten Mal einen Weltcup. Dieser dritte Erfolg war der letzte Sieg seiner Karriere. Bei den Olympischen Winterspielen 2006 in Turin verpasste er im Teamsprint gemeinsam mit Jens Filbrich als Vierter nur knapp die Medaillenränge. Im Staffelrennen gewann er gemeinsam mit Sommerfeldt, Filbrich und Angerer die Silbermedaille. Für den Gewinn dieser Silbermedaille bei den Winterspielen 2006 in Turin erhielt er am 26. April 2006 das Silberne Lorbeerblatt. Nach dem Ende der Saison 2005/06 beendete Schlütter seine aktive Karriere.
Nach seinem Karriereende begann Schlütter mit dem Studium der Zahnmedizin sowie parallel mit der Ausbildung zum Trainer. 2008 startete er noch einmal bei einem FIS-Rennen in Albu, welches er als 15. beendete. Nachdem er zwischenzeitlich ein Sportstudium begonnen hatte, war er 2012 im Gespräch für den Posten des Nationaltrainers Deutschlands. Da er aber sein Studium noch nicht beendet hatte, lehnte er diese Position ab. 2014 übernahm Schlütter das Amt des Sportlichen Leiters Skilanglauf beim Deutschen Skiverband (DSV) von Björn Weisheit. Seit 2025 ist er als Nachfolger von Hubert Schwarz Geschäftsführer der DSV Leistungssport GmbH und Sprecher des Vorstands des DSV.

## Erfolge

### Siege bei Weltcuprennen

#### Weltcupsiege im Team
| Nr. | Datum             | Ort         | Disziplin           |
| --- | ----------------- | ----------- | ------------------- |
| 1.  | 11. Januar 2004   | Otepää      | 4 × 10 km Staffel 1 |
| 2.  | 22. Februar 2004  | Umeå        | 4 × 10 km Staffel 2 |
| 3.  | 20. November 2005 | Beitostølen | 4 × 10 km Staffel 1 |

### Siege bei Continental-Cup-Rennen
| Nr. | Datum             | Ort       | Disziplin       | Serie           |
| --- | ----------------- | --------- | --------------- | --------------- |
| 1.  | 29. Dezember 1997 | Campra    | 15 km Freistil  | Continental Cup |
| 2.  | 20. Februar 2005  | St. Jakob | 15 km klassisch | Alpencup        |

### Siege bei FIS-Rennen
| Nr. | Datum             | Ort         | Disziplin       |
| --- | ----------------- | ----------- | --------------- |
| 1.  | 20. Januar 1996   | Klosters    | 10 km klassisch |
| 2.  | 21. Januar 1996   | Klosters    | 15 km Freistil  |
| 3.  | 10. November 2001 | Muonio      | 10 km klassisch |
| 4.  | 2. Dezember 2001  | Tauplitzalm | 10 km klassisch |

## Statistik

### Teilnahmen an Weltmeisterschaften und Olympischen Winterspielen

#### Olympische Spiele
- 1998 Nagano: 8. Platz Staffel, 12. Platz 25 km Verfolgung, 16. Platz 10 km klassisch, 21. Platz 30 km Freistil
- 2002 Salt Lake City: 3. Platz Staffel, 4. Platz 50 km Einzel, 15. Platz 15 km klassisch, 17. Platz 20 km Verfolgung
- 2006 Turin: 2. Platz Staffel, 4. Platz Teamsprint, 7. Platz 15 km klassisch

#### Nordische Skiweltmeisterschaften
- 1995 Thunder Bay: 17. Platz 30 km klassisch, 18. Platz 10 km klassisch, 29. Platz 25 km Verfolgung
- 1997 Trondheim: 40. Platz 50 km klassisch
- 1999 Ramsau am Dachstein: 23. Platz 50 km klassisch
- 2001 Lahti: 13. Platz 15 km klassisch, 16. Platz 20 km Skiathlon
- 2003 Val di Fiemme: 2. Platz Staffel, 5. Platz 15 km klassisch, 5. Platz 20 km klassisch Massenstart
- 2005 Oberstdorf: 2. Platz Staffel, 10. Platz 50 km klassisch, 18. Platz Sprint klassisch

### Platzierungen im Weltcup

#### Weltcup-Statistik
Die Tabelle zeigt die erreichten Platzierungen im Einzelnen.
- 1.–3. Platz: Anzahl der Podiumsplatzierungen
- Top 10: Anzahl der Platzierungen unter den ersten zehn
- Punkteränge: Anzahl der Platzierungen innerhalb der Punkteränge
- Starts: Anzahl gelaufener Rennen in der jeweiligen Disziplin
- Hinweis: Bei den Distanzrennen erfolgt die Einordnung gemäß FIS.

| Platzierung         | Distanzrennen a | Distanzrennen a | Distanzrennen a | Distanzrennen a | Distanzrennen a | Skiathlon Verfolgung | Sprint | Etappen- rennen b | Gesamt | Team c | Team c  |
| Platzierung         | ≤ 5 km          | ≤ 10 km         | ≤ 15 km         | ≤ 30 km         | > 30 km         | Skiathlon Verfolgung | Sprint | Etappen- rennen b | Gesamt | Sprint | Staffel |
| ------------------- | --------------- | --------------- | --------------- | --------------- | --------------- | -------------------- | ------ | ----------------- | ------ | ------ | ------- |
| 1. Platz            |                 |                 |                 |                 |                 |                      |        |                   |        |        | 3       |
| 2. Platz            |                 |                 |                 |                 |                 |                      |        |                   |        |        | 1       |
| 3. Platz            |                 |                 |                 |                 |                 | 1                    |        |                   | 1      | 1      | 3       |
| Top 10              |                 | 1               | 4               |                 | 1               | 3                    |        |                   | 9      | 2      | 10      |
| Punkteränge         |                 | 11              | 31              | 9               | 3               | 11                   | 13     |                   | 78     | 3      | 11      |
| Starts              |                 | 21              | 44              | 23              | 10              | 14                   | 20     |                   | 132    | 3      | 11      |
| Stand: Karriereende |                 |                 |                 |                 |                 |                      |        |                   |        |        |         |

#### Weltcup-Gesamtplatzierungen
| Saison  | Gesamt | Gesamt | Distanz | Distanz | Sprint | Sprint |
| Saison  | Punkte | Platz  | Punkte  | Platz   | Punkte | Platz  |
| ------- | ------ | ------ | ------- | ------- | ------ | ------ |
| 1994/95 | 56     | 38.    | –       | –       | –      | –      |
| 1995/96 | 88     | 34.    | –       | –       | –      | –      |
| 1996/97 | 6      | 91.    | 2       | 64.     | 4      | 68.    |
| 1997/98 | 57     | 38.    | 13      | 43.     | 44     | 34.    |
| 1998/99 | 103    | 28.    | 46      | 26.     | 77     | 30.    |
| 2000/01 | 41     | 72.    | –       | –       | 19     | 50.    |
| 2001/02 | 211    | 17.    | –       | –       | 102    | 18.    |
| 2002/03 | 185    | 28.    | –       | –       | 40     | 35.    |
| 2003/04 | 243    | 25.    | 206     | 21.     | 37     | 38.    |
| 2004/05 | 147    | 32.    | 124     | 22.     | 23     | 46.    |
| 2005/06 | 122    | 43.    | 116     | 30.     | 6      | 67.    |